# Микко, Лепо Ягович
Лепо Ягович Микко (настоящие имя и фамилия — Леонид Микк) (эст. Lepo Mikko; 24 ноября (7 декабря) 1911, с. Арукюла, Эстляндская губерния (ныне уезд Вильяндимаа Эстония — 6 декабря 1978, Таллин) — эстонский советский живописец, педагог, профессор (1965). Народный художник Эстонской ССР (1972). Лауреат Государственной премии Эстонской ССР (1972).

## Биография
В 1927—1930 года учился в художественно-промышленном училище в Таллине (ныне Эстонская академия художеств) у Н. Трийка. С 1931 года продолжил обучение в Тарту в Художественной школе «Паллас» («Pallas») (1931—1932, 1936—1939), которая следовала примеру парижских свободных академий. В своём творчестве Микко Лепо совместил французское искусство XX века и черты раннего эстонского модернизма.
Участник художественных выставок с 1937 года.
С 1944 — преподаватель Художественного института Эстонской ССР в Таллине (профессор с 1965).
Похоронен на Лесном кладбище в Таллине.

## Творчество
Творческий взлёт художника пришёлся на время хрущевской оттепели.
Микко смог уловить и передать в своих работах оптимизм, который характеризует состояние общества конца 1950-х-1960-х годов.
Им были написаны как монументальные живописные работы, так и более интересные по исполнению произведения малого формата, многие из которых не имеют аналогов в эстонском искусстве.
Живописи Л. Микко свойственны тяготение к обобщённо-символическим образам, несколько театральная сценичность обычно двуплановой композиции и сочетание крупных, порой близких к монохромным, декоративных по цвету плоскостей.
Автор ряда тематических картин, посвященных борьбе за мир, освоению космоса, а также натюрмортов, пейзажей.
Микко Лепо — автор панно «Наука. Техника. Искусство» (1961—1965), украшающем фойе Академической библиотеки Таллинского университета.

## Избранные произведения
- «Смолильщицы лодок» (1939),
- «Мойка овец» (1959) — оба в Художественном музее Эстонии в Таллине;
- «Песни времён» (1970),
- «Человек и космос» (1971, Художественный музей Эстонии, Таллин),
- «Колесо времени» (темпера, масло, 1971).

Произведения Микко Лепо представлены в музейных, галерейных и частных коллекциях в Эстонии и за её рубежами.

## Награды
- Заслуженный художник Эстонской ССР (1963)
- Народный художник Эстонской ССР (1972)
- Государственная премия Эстонской ССР (1972)
- Премия им. Кристьяна Рауда (1976)